# Björn Dreyer (Fußballspieler, 1977)
Björn Titus Dreyer (* 27. Juli 1977 in Hamburg) ist ein ehemaliger deutscher Fußballspieler und heutiger -trainer.

## Karriere
Björn Dreyer begann beim Hummelsbütteler SV und spielte danach eine Saison (1997/98) in der Oberliga Hamburg/Schleswig-Holstein bei Concordia Hamburg, ehe er zum 1. SC Norderstedt in die Regionalliga Nord wechselte. Dort konnte er sich innerhalb der Mannschaft durchsetzen und absolvierte 30 der 34 Spiele. 1999 wechselte der defensive Mittelfeldspieler für 50.000 Mark zum SC Freiburg in die Bundesliga. Dort gab er sein Debüt am 28. August 1999 im Spiel gegen den TSV 1860 München (3:0). Als Vertragsamateur kam er auch für die Amateurmannschaft des SCF in der Oberliga Baden-Württemberg zum Einsatz. Bis 2001 kam er auf 9 Bundesligaspiele und erzielte ein Tor (12. August 2000 gegen den VfB Stuttgart). Zu Beginn der Spielzeit 2001/02 ging er auf Leihbasis zu den Stuttgarter Kickers in die Regionalliga Süd. Dort absolvierte er 11 Ligapartien (ein Tor), wird allerdings seit dieser Saison als Sportinvalide geführt. Sein letzter Einsatz für die Kickers datiert vom 16. November 2001.
Seine erste Trainerstelle trat er in der Saison 2010/11 beim Kreisligisten Fatihspor Kaltenkirchen an. Danach war er im Jugendbereich bei der Kaltenkirchener Turnerschaft tätig und wurde im November 2011 Trainer der Verbandsliga-Mannschaft. Dieses Amt führte er bis 2012 aus.

### Statistik
| Liga         | Spiele (Tore) |
| ------------ | ------------- |
| Bundesliga   | 09 (1)        |
| Regionalliga | 41 (1)        |
| Wettbewerb   |               |
| DFB-Pokal    | 03 (0)        |